# Prusa i3
Prusa i3 je 3D tiskárna Josefa Průši a jeho firmy Prusa Research, vyvinutá ve své původní podobě v roce 2012. Podobně jako jiné tiskárny z projektu RepRap je tiskárna schopna vytisknout sama své klíčové komponenty a navíc je to otevřený hardware, tedy kromě její základní podoby se vyskytuje i řada neoficiálních variant. K roku 2016 se jednalo o nejrozšířenější 3D tiskárnu na světě a firma PrusaResearch měla obrat v desítkách miliónů měsíčně. Nejnovější verze zvaná Prusa i3 MK3 byla zveřejněna v září roku 2017 s výraznými zlepšeními oproti předešlým modelům. Přiměřená cena, jednoduchost sestavení a modifikace ji zpopularizovaly jak ve světě nadšenců tak profesionálů. Především v zahraničí je využívána i k učebním účelům. Vzhledem k tomu, že je tiskárna „open source“, vzniklo mnoho variant produkovaných firmami i jednotlivci po celém světě, a jako mnoho ostatních RepRap tiskáren, Prusa i3 je schopna vytisknout některé svoje vlastní díly.
Tiskárny jsou dodávány ve dvou variantách. První jako složené, oživené a otestované zařízení, druhá potom jako stavebnice.

## Historie
Prusa i3 je třetí tiskárna designovaná Josefem Průšou, hlavním developerem RepRap projektu, který již dříve vynalezl PCB vyhřívanou desku. Prvním prototypem byl Prusa Mendel, vyrobený roku 2010. V roce 2011 následovala druhá generace této tiskárny. Tiskárna byla takto pojmenována spíše RepRap komunitou než samotným Průšou.

### Prusa Mendel
První tiskárna Prusa Mendel byla oznámena v září roku 2010 s úmyslem zjednodušit již existující design Mendelu, včetně redukování času potřebného k vytisknutí z 20 hodin na pouhých 10 a výměny bushingů za klasická ložiska.

### Prusa Mendel (Generace 2)
Druhá tiskárna Prusa Mendel byla zveřejněna listopadu roku 2011. Zlepšení se projevilo především při sestavování tiskárny. Již nebylo potřeba tolik nástrojů k sestavení stroje a byly vylepšeny i pásky u krokových motorů, použita byla také LM8UU lineární ložiska.

### Prusa i3
V květnu roku 2012 prošla tiskárna velkou proměnou především díky designu od OpenSCAD. Tato generace se tak výrazně odlišila i od ostatních RepRap tiskáren. Trojúhelníkový závitový rám byl nahrazen hliníkovým, vyřezaným vodním paprskem. Představena byla i nová tiskací tryska nazvaná „Prusa Nozzle.“ Začaly se používat šrouby M5 místo M8. Design se soustředil na jednoduchost konstrukce, snažili se navýšit počet částí, který si tiskárna dokázala vytisknout sama. V roce 2015 Průša oznámil verzi, kterou nazval Original Prusa i3. Prodával ji přes si svoji firmu zvanou Prusa Research.

### Prusa i3 MK2
V květnu roku 2016 byla do prodeje uvedena verze Prusa i3 MK2. Jednalo se o první 3D tiskárnu na světě s automatickou korekcí zkreslení na všech třech osách. Prostor, na kterém dokázal tento model tisknout, se rapidně zvětšil. Prusa Research také začal používat vlastní krokové motory. Dále byly představeny senzor pro automatické vyrovnání tiskací plochy a přepsaný firmware Marlin. Za zmínku stojí i polyetherimidový povrch tiskací desky či nová kontrolní deska RAMBo. Prusa MK2 se stala první RepRap tiskárnou, která byla podporována Windows funkcí Plug-and-Play USB ID.

### Prusa i3 MK2S
V březnu roku 2017 na svém blogu Josef Průša oznámil, že od této chvíle budou veškeré MK2 tiskárny vyměněny za novější verzi MK2S se stejnou cenovkou. Mezi vylepšení patřily například nové U-šrouby, které sloužily k držení nových a vylepšených LM8UU ložisek, dále hladké tyče, vylepšený držák pro senzor indukčnosti, lepší roztřídění kabelů a nový kryt elektroniky.

### Prusa i3 MK3 a MK2.5
V září roku 2017 byla na trh vypuštěna nová generace i3, a to MK3, prodávaná jako „nesmírně chytrá.“ Mezi vylepšené vlastnosti patří: stabilnější konstrukce osy Y, nová tryska, tišší větráčky s monitorovanými otáčkami za minutu, vylepšený senzor kompenazce nerovností tiskové plochy, nová elektronická deska zvaná „Einsy“, tišší motorky, magnetická vyhřívaná podložka tiskové plochy s vyměnitelnými železnými pláty. Tento model také obsahuje několik nových senzorů: senzor teploty, detektor filamentu a senzor, který detekuje výpadek proudu. MK3 běží na 24 V místo 12 V, takže veškeré komponenty byly vylepšeny na 24 V varianty. Tiskárna také nabízí dedikované zásuvky na Raspberry Pi Zero W, kterých se využívá se softwarem OctoPrint pro bezdrátové tisknutí, a nabízí verzi speciálně pro tiskárny Prusa.
Cílem MK3 bylo zjednodušit užití pro neprofesionály a minimalizovat šanci na zkažení tisknutého produktu. Detektor filamentu dovoluje uživatelům „nabít“ tiskovou strunu pouhým vložením. Senzor dokáže detekovat stav, kdy filament dojde a tisk automaticky zastaví. V takovém případě bude tisk pokračovat po doplnění struny. Vylepšená detekce kolizí dokáže předejít posunování vrstev. Senzor výpadku proudu dokáže tiskárnu vrátit k tisku tam, kde přestala, poté co elektřina opět naběhne. Senzor teploty umožňuje předcházet přehřátí. Nové generace tiskáren dokáží tisknout rychlostí až 200 mm/s.

### Prusa i3 MK3S, MMU2S
V únoru 2019 byla na trh uvedena verze Prusa i3 MK3S společně s Multi Material Upgrade MMU2S, který umožňuje použít až 5 různých tiskových materiálů současně.
K dispozici jsou i jednotlivé upgrade kity z předchozích modelů na novější. Upgrade MK2/MK2S na MK3S za $604, upgrade z MK3 na MK3S za $24. Upgrade z MK3 na MK3S je také bezplatnou součástí upgradu Multi Materiálového MMU2 na novější MMU2S.

### Prusa MK4/3.9/3.5, MMU3
V březnu 2023 Prusa uvedl nástupce i3 MK3 a spolu s ní i nový Multi Material Upgrade MMU3. 

#### Prusa MK4
Prusa i3 MK4 má například úplně nový, přepracovaný extruder s elektronikou přímo v něm, takže výměna částí extruderu je jednodušší, novou základní desku vyvíjenou přímo společností Prusa Research zvanou "Buddy" podle psa Josefa Průši, input shaping (zrychlení tisku), rychlou výměnu trysky, automatickou první vrstvu, nové, preciznější motory zabraňující povrchovým vadám a silnější tyče na ose Z, barevný displej nebo třeba ethernet a Wi-Fi připojení, takže je možné se k tiskárně bezdrátové připojit a ovládat ji pomocí Prusa Connect.

#### MMU3
Multi Material Upgrade MMU3 má například úplně nový firmware, přepracované plastové díly, vylepšenou elektroniku, automatické opakování akcí, aby co nejméně musel zasahovat uživatel, pokud se vyskytne nějaká chyba nebo třeba obousměrnou komunikaci tiskárny a MMU3, takže chybové hlášky se zobrazí na displeji tiskárny.

#### Upgrady MK4, MK3.9, MK3.5
Co se týče upgradů z MK3 na MK4, MK3.9 nebo MK3.5, na upgrade musíte vlastnit upgrade z MK3 na MK3S+.
Upgrade na MK4 obsahuje vše, co nová MK4 - displej, motory, tyč osy Z, Nextruder, více viz odstavec o MK4. Jediné, co neobsahuje je nový rám (jediný rozdíl od rámu na MK3 je, že nový rám má zezadu hexagony) a podložka pro tisk, na které je pouze změněn nápis "i3 MK3" na "i3 MK4", tak je tomu i u ostatních upgradů. Je z nich nejdražší.
Upgrade na MK3.9 obsahuje také vše, kromě nových krokových motorů na osách X, Y a Z, více o motorech viz odstavec o MK4.
A poslední upgrade, MK3.5 obsahuje pouze barevný displej, novou základní desku (takže nabízí připojení Wi-Fi) a kryt na základní desku, také je ze všech nejlevnější.

### Prusa MK4S
V srpnu 2024 Prusa uvedl aktualizovanou verzi tiskárny MK4. MK4S přinesla díly z pokročilejších materiálů jako PCCF nebo vstřikolisované díly, vylepšenější elektroniku a přepracovanou tiskovou hlavou s výkonějšším 360° chlazením. Z MK4 lze upgradovat na MK4S pomocí upgrade kitů. 
Spolu s MK4S byly vydány i obnovené verze modelů MK3.5 a MK3.9 (MK3.5S a MK3.9S), které přinesly novější díly ze vstřikoliovaného plastu a PCCF. Pro MK3.9S to byla i novější tisková hlava.

## Schopnosti

### Vlastní replikace

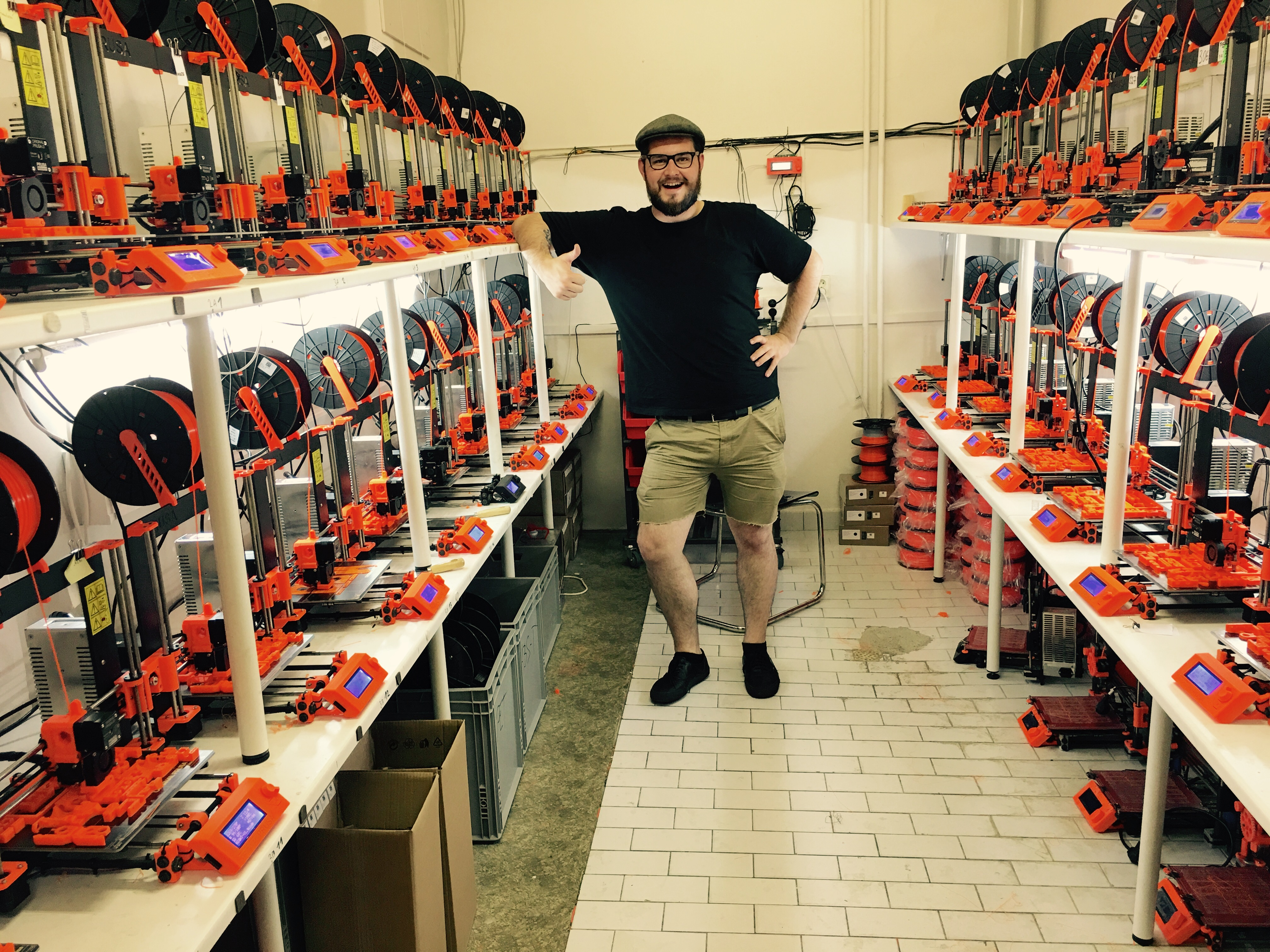
Josef Průša uvnitř své továrny na 3D tiskárny v Praze.

Jako ostatní RepRap tiskárny, i Prusa i3 je schopna vytisknout mnoho svých vlastních dílů, které jsou většinou tištěny ABS plastem. Změna nastala u MK3, která používá PETG. Standardní tiskárna se skládá z 26 vytisknutých částí.

### Tisknutelné materiály
Prusa i3 je schopna vytisknout mnoho materiálů, např.: ABS, PLA, HIPS, PET, FLEX, TPU, TPE, PP a nylon. Ostatní materiály vyžadují jiné teploty a techniky, aby byly schopny přilnout k tiskové podložce. Aktuálně se používá filament o šířce 1.75mm, šířka 3mm je již zastaralá.

## Komponenty
Prusa i3 je, jako mnoho ostatních RepRap tiskáren, vyrobena kombinací vlastních vytisknutých 3D částí a ostatních komponentů, které se často přirovnávají k „vitamínům“, protože nemohou být vytištěny.
„Vitamíny“ použity na tiskárně Prusa i3 jsou kombinací běžných součástek z jiného materiálu než plastu anebo elektronických částí jako např. motorů a kontrolní desky.

## Varianty
Díky popularitě Prusa tiskáren vzniklo mnoho variant vytvořených různými společnostmi a jednotlivci z celého světa. Upravovány byly například rámy, trysky nebo displeje.

### Rámy
Klony této tiskárny se nejvíce liší v použitých rámech. Ty byly napodobeny např. akrylem, dřevem, ale také třeba Legem.

### Trysky
Existuje mnoho trysek používaných na tiskárnách Prusa. Patří mezi ně 0.40mm, 0.25mm a další. Na místo trysky lze připevnit například i laser, tužku, propisku nebo fix.